# Nurmsi flygfält
Nurmsi flygfält var en flygplats i Estland. Den ligger i kommunen Paide vald och landskapet Järvamaa, i den centrala delen av landet, 80 km sydost om huvudstaden Tallinn. Nurmsi flygfält ligger 71 meter över havet.